# Hoplismenus coreanus
Hoplismenus coreanus är en stekelart som beskrevs av Tohru Uchida 1926. Hoplismenus coreanus ingår i släktet Hoplismenus och familjen brokparasitsteklar. Inga underarter finns listade i Catalogue of Life.